# Конопіште

Конопіштє (чеськ. zámek Konopiště) — замок в Чехії, приблизно за 50 км на південний схід від Праги, біля міста Бенешов.

## Історія замку
Замок був побудований в XIII столітті єпископом Тобіашем з Бенешова і являв собою споруду в готичному стилі, надалі кілька разів реконструювався. Спочатку замок Конопіштє був побудований за зразком французького замку як потужна готична фортеця прямокутної форми з круглими вежами по кутах, що давало можливість максимально ефективно захищатися під час облог. Всього в замку було 7 башт: 4 по кутах, 1 по центру північної стіни і 2 в центрі коротких західної і східної стін. Укріплення замку доповнювали рів і земляні вали.
Рід Бенешовичів був власником замку до 1327, коли замок перейшов знатному роду Штернберк, який володів також замком Чеський Штернберк недалеко від міста Бенешов. У XVII столітті власники замку з роду Штернберк перебудували замок в стилі пізньої готики і пізніше в стилі пізнього Відродження. Під час гуситських воєн замок зазнав тривалої облоги королівських військ, що тривала 17 місяців, і в 1468 був завойований військами короля Йіржі з Подебрад.
В 1648 році в період Тридцятилітньої війни замок був захоплений і розграбований шведською армією, після чого прийшов у занепад. Захирілий замок придбав на аукціоні чеський дворянин Ян Йозеф Вртба (Vrtba). На початку XVIII століття замок ще раз був перебудований сім'єю Вртба в стилі бароко. Замість розвідного замкового мосту був зведений кам'яний міст, у східній вежі прорубали новий вхід в замок, висота веж була зменшена до рівня замкових споруд, крім того побудований великий південний флігель.
В 1887 замок був проданий за 2 млн золотом ерцгерцогу Францу Фердинанду д `Есте, спадкоємцеві Австро-угорського престолу, з ініціативи якого в 1889—1894 роках замок був ще раз докорінно перебудований. Реконструкція замку здійснювалася під керівництвом архітекторів з Відня Йозефа Моккера і Франца Шморанца. Будучи великим любителем полювання, ерцгерцог обладнав в замку механічний тир, розширив там колекцію зброї та обладунків, а також створив кілька «мисливських коридорів», прикрашених здобутими трофеями — тисячами оленячих рогів, кабанячих іклів, чучел лисиць, екзотичних тварин і птахів. Крім того, при ерцгерцогу в замку були влаштовані водопровід, каналізація, проведено електрику, у центральному флігелі замку встановлено гідравлічний ліфт (працював за рахунок греблі, спорудженої на найближчому ставку) і внесений ряд інших технічних інновацій для того часу.
Тоді ж навколо замку був розбитий парк в англійському стилі з терасами, розарієм і мармуровими статуями. Замок Конопіштє був улюбленим місцем відпочинку і полювання ерцгерцога Франца Фердинанда. За час володіння замком крім мисливських трофеїв Франц Фердинанд зібрав в ньому велику колекцію історичної зброї і різних предметів з зображенням Святого Георгія. Коли Франц Фердинанд був убитий в 1914, його діти успадкували замок і колекції, що зберігалися в ньому .

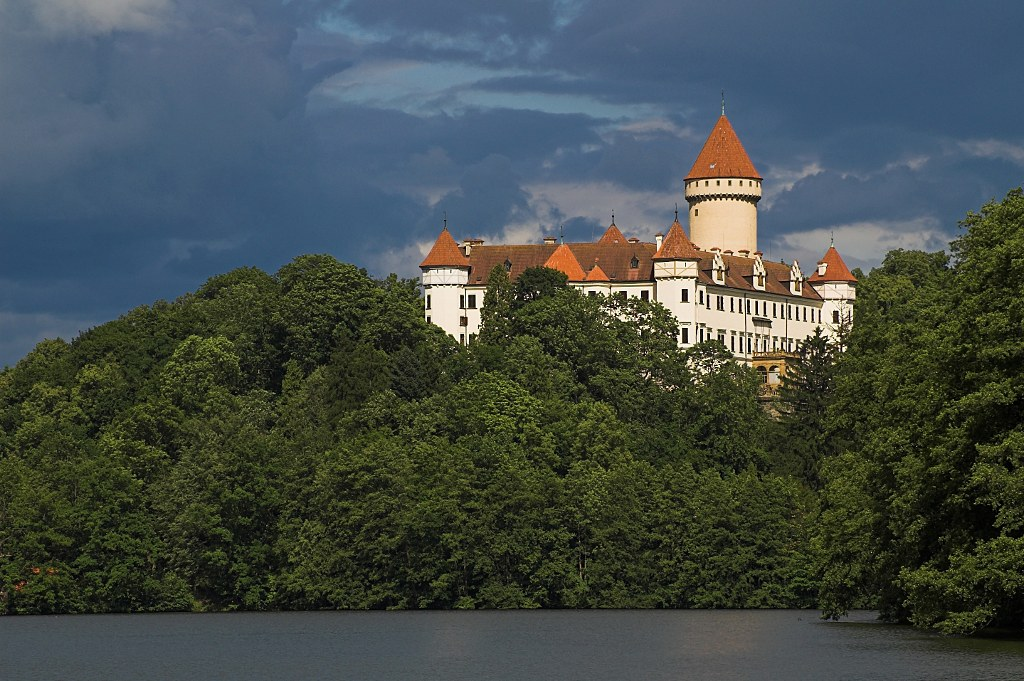
Вид на замок з озера

З 1921 замок став державною власністю Чехословаччини. В 1943 замок став місцезнаходженням генерального штабу військ SS в Богемії і служив до 1945 також як сховище трофейних творів мистецтва. Наприкінці Другої світової війни значна частина творів мистецтва і колекційних предметів була вивезена з Конопіштє, однак до 1946 більшість з них повернуто в замок. Частина предметів мистецтва з Конопіштьської колекції зберігається нині в Празі.
Після Другої світової війни замок, що знаходиться в державній власності, був відкритий для туристів. На початку XXI ст. Міністерство культури Чехії витрачає близько 800 000 доларів на підтримку замку, частково компенсуючи цю суму за рахунок туризму.

## Колекції замку
У замку Конопіштє зберігається багата колекція творів мистецтва і художніх промислів епохи готики, Ренесансу, бароко, мисливських трофеїв, історичної бойової і мисливської зброї, обладунків. Колекція мисливської зброї XVI—XVIII століть є однією з найбільших в Європі (4682 предметів), також велика колекція мисливських трофеїв — близько 300 000 предметів.

## Галерея

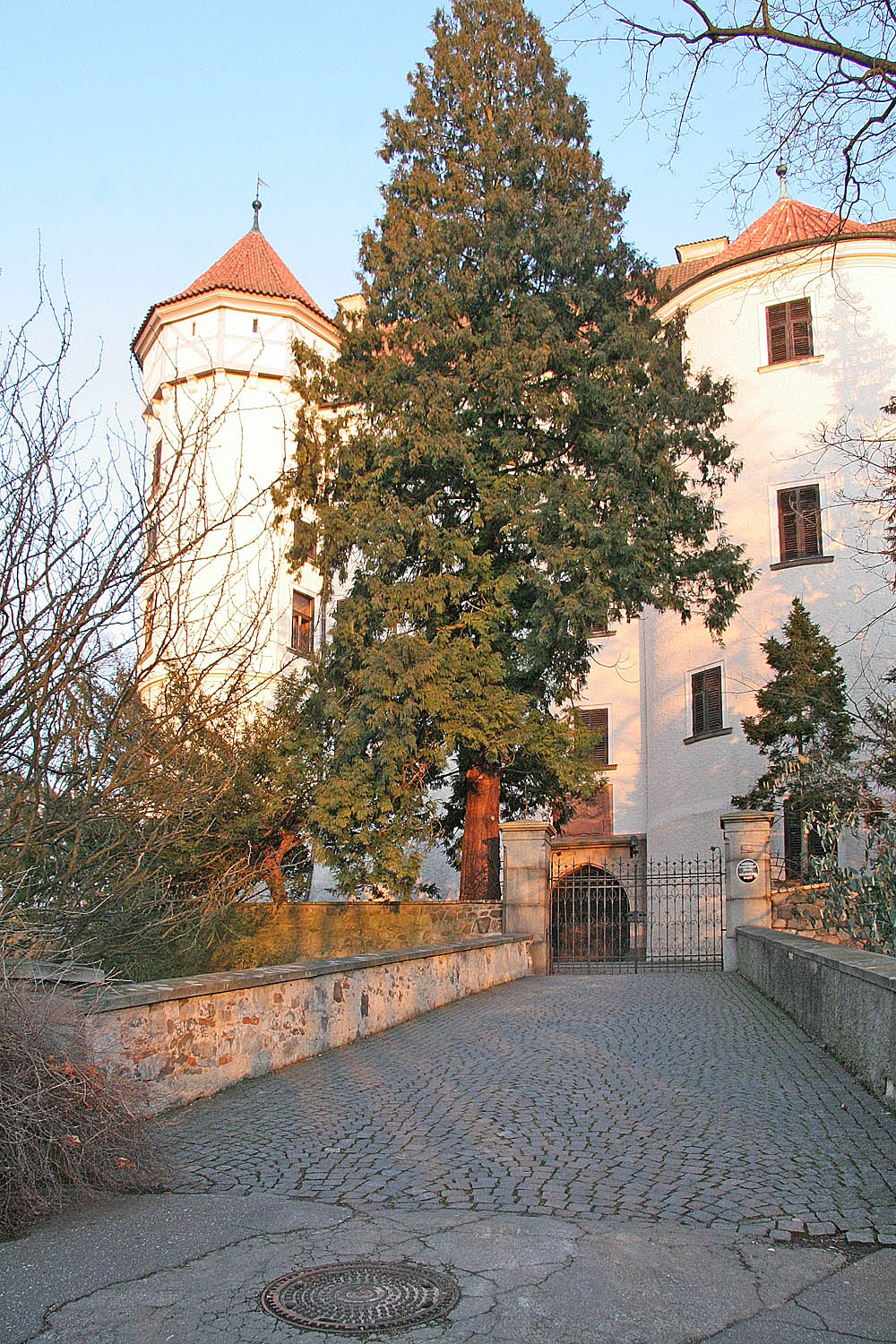
Вступна брама замку
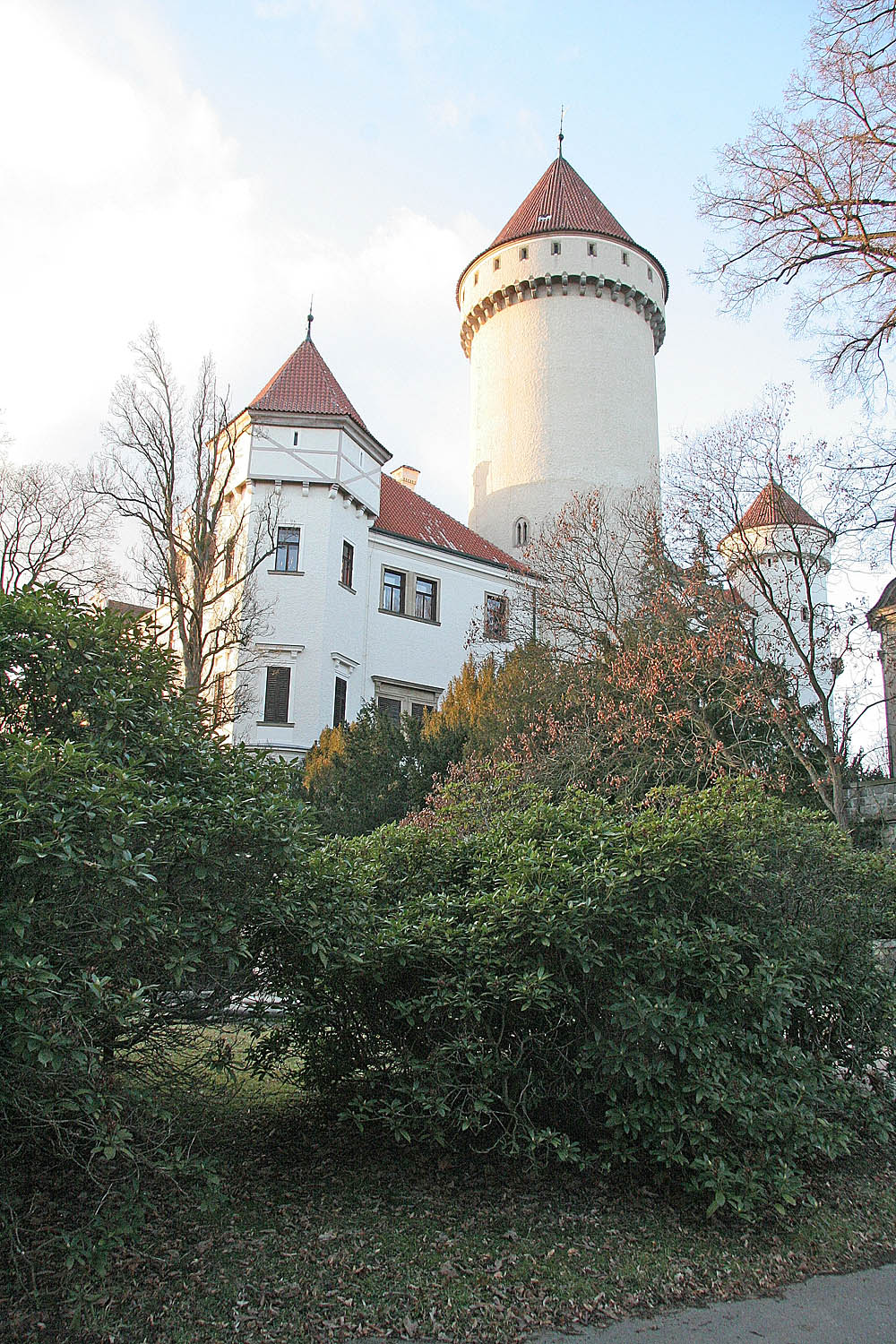
Замок Конопіште
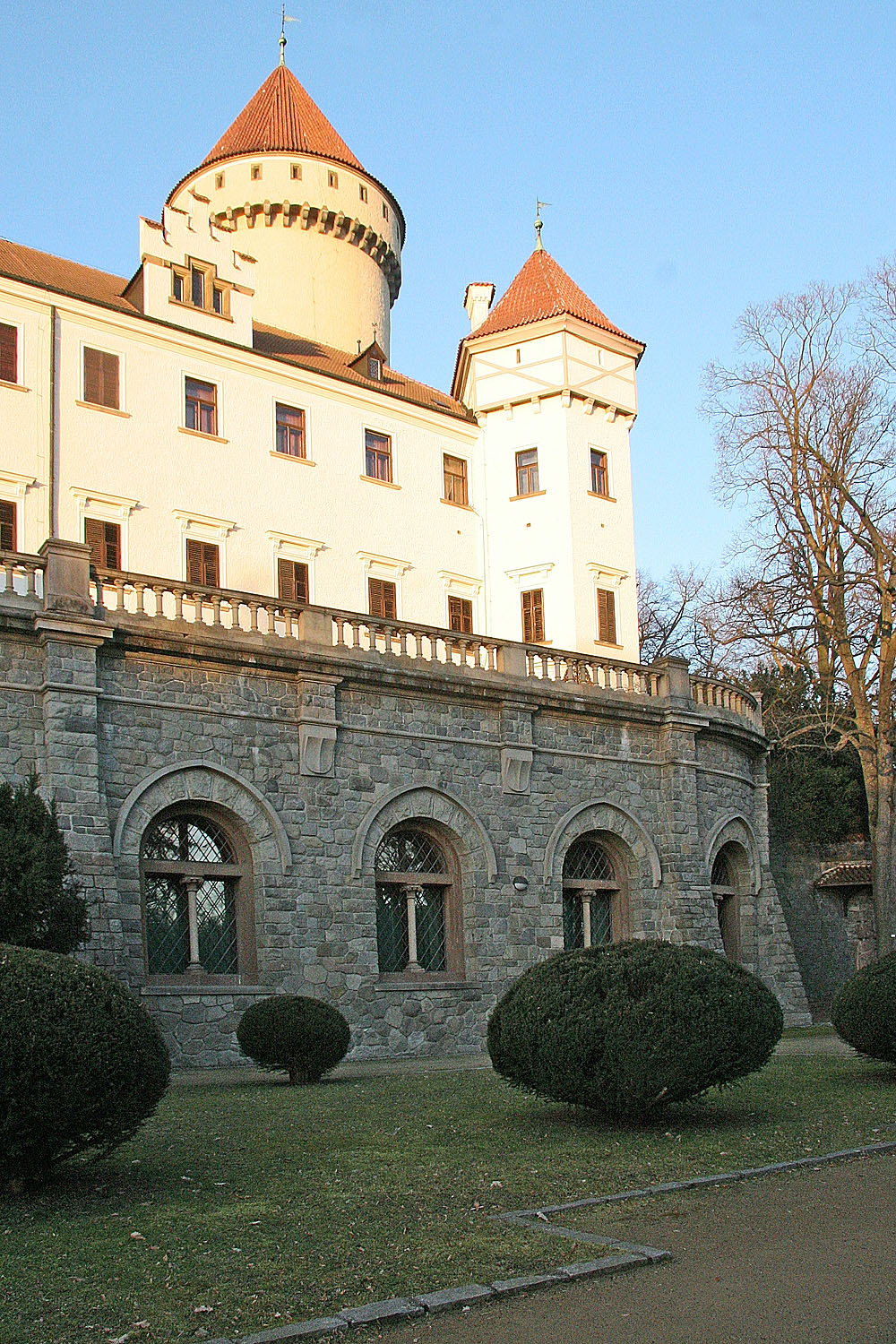
Замок Конопіште
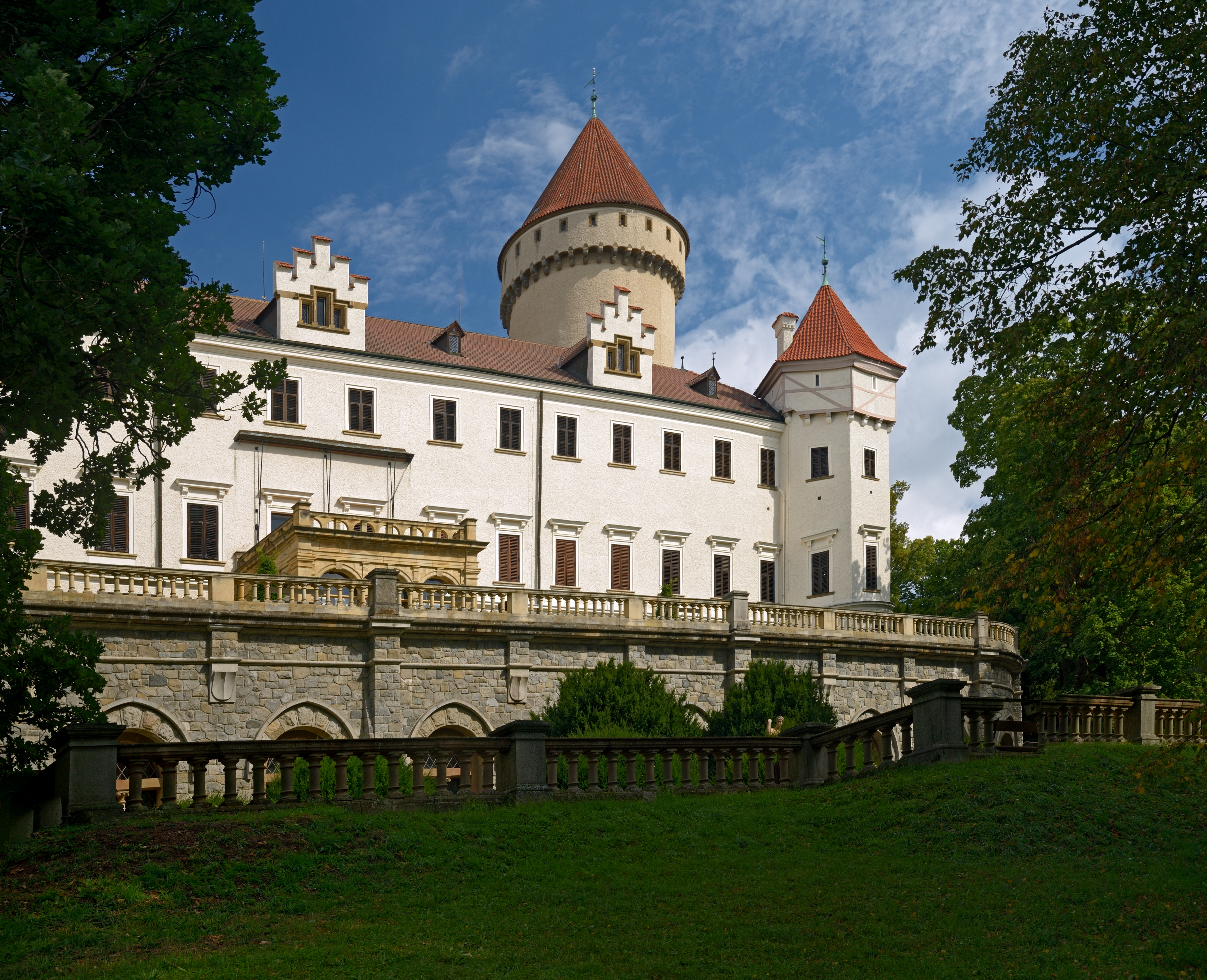
Головна споруда замку
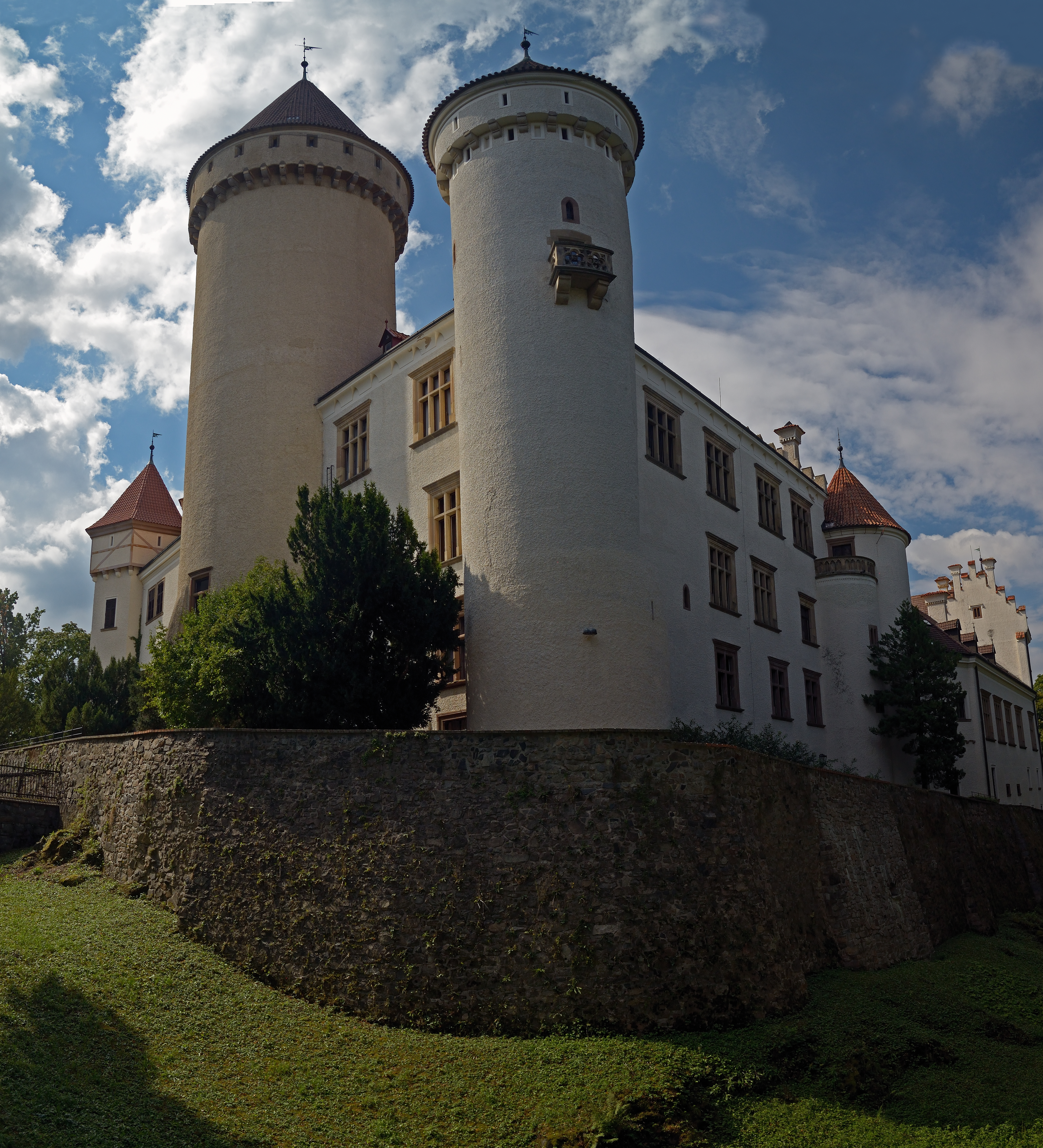
Замкові вежі
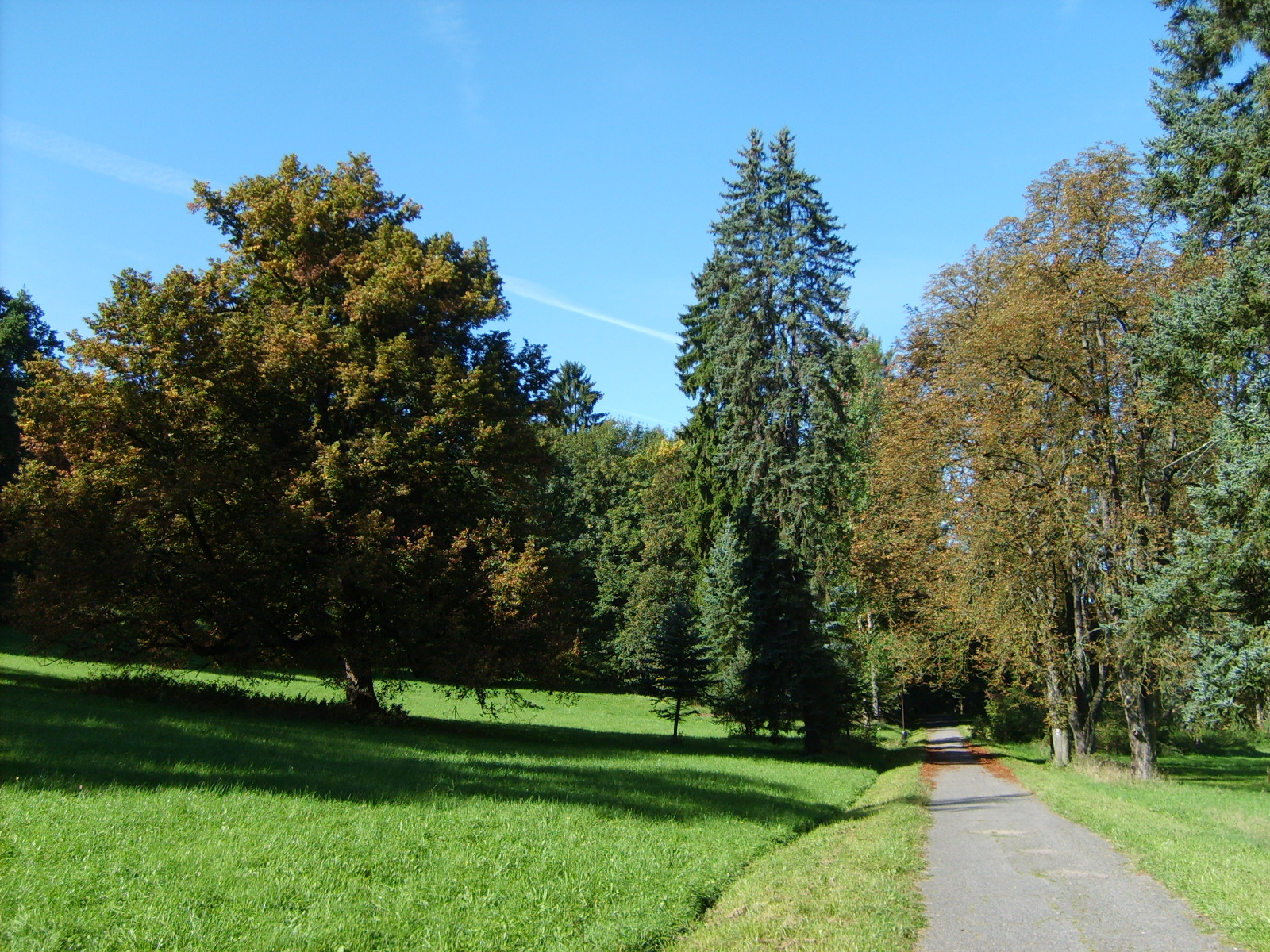
Замковий парк